# Słoweńscy posłowie do Parlamentu Europejskiego 2024–2029
Słoweńscy posłowie X kadencji do Parlamentu Europejskiego zostali wybrani w wyborach przeprowadzonych 9 czerwca 2024, w których wyłoniono 9 deputowanych.

## Posłowie według list wyborczych
Słoweńska Partia Demokratyczna
- Branko Grims
- Zala Tomašič
- Romana Tomc
- Milan Zver

Ruch Wolności
- Irena Joveva
- Marjan Šarec

Vesna
- Vladimir Prebilič

Socjaldemokraci
- Matjaž Nemec

Nowa Słowenia
- Matej Tonin